# موتورعلي قاسم
موتورعلي قاسم (بالإنجليزية: Mowtowr-e Ali Qasem)‏ هي منطقة سكنية تقع في سيستان وبلوتشستان في إيران. يقدر عدد سكانها بـ 33 نسمة .